# Zhongtong Bus Holding
Die Zhongtong Bus Holding Co Ltd (chinesisch 中通客车, Pinyin Zhōngtōng Kèchē) ist ein chinesischer Omnibus-Hersteller in Liaocheng. Das Unternehmen wird an der Shenzhen Stock Exchange (SZSE: 000957) gehandelt und gilt als einer der wichtigsten Bushersteller in China, der Stadt- und Reisebusse für die ganze Welt baut.
Zhong Tong ist ISO-9001-zertifiziert und baut jährlich etwa 10.000 Busse. Gefertigt wird auch nach europäischem Standard.

## Geschichte
Im Jahr 1958 wurde das Unternehmen als Liaocheng Fahrzeugbau und Reparatur Fabrik gegründet und begann mit dem Bau von Bussen im Jahr 1971. Nach einer Reihe von Namensänderungen firmiert es seit 1998 als Zhongtong Bus Holding Co Ltd.

## Produkte
Die Produkte reichen von 6-Meter-Leicht-Bussen (Midibussen) bis 18-Meter-High-End-Luxus-Gelenkbusse, einschließlich Straßen-, Stadt- und Oberleitungsbussen.
Darüber hinaus werden Schulbusse und ein Wohnmobiltyp angeboten.

### Alternative Antriebe
Als erster chinesischer Hersteller konnte Zhong Tong 2006 auch einen Hybrid-Elektro-Bus vorstellen.
Inzwischen werden die Linienbusse mit alternativen Antrieben bei Zhong Tong als Hybridbus, aber auch als reiner Batteriebus produziert.

## Kunden
Zu den Kunden zählen die Stadt Jinan, Provinz Shandong.

### Zhong Tong in Deutschland
Es gibt auch einen deutschen Importeur, die „ZT Bus Aktiengesellschaft“ in Münnerstadt, die eng mit Zhongtong-Stammwerk in China zusammenarbeitet, sodass sie ihren Kunden auch Sonderwünsche bezüglich der Ausstattung bei Neufahrzeugen erfüllen kann.

## Produktionsstätten und Anlagen
Die Unternehmensproduktionsstätten haben eine Gesamtfläche von rund 300.000 Quadratmetern. Eine Tochtergesellschaft, Xinjiang Zhongtong Bus Co Ltd, ist verantwortlich für eine Produktionslinie, die operationell 2007 entstand.